# Moon in the Scorpio
Albums de Limbonic Art
In Abhorrence Dementia
(1997)
Moon in the Scorpio est le premier album du groupe de black metal symphonique norvégien Limbonic Art. L'album est sorti en 1996 sous le label musical Nocturnal Art Productions.

## Musiciens
- Vidar "Daemon" Jensen : Chant, Guitare
- Krister "Morfeus" Dreyer : Chant, Guitare, Claviers

## Liste des morceaux
1. Beneath the Burial Surface
2. Moon in the Scorpio
3. Through Gleams of Death
4. In Mourning Mystique
5. Beyond the Candles Burning
6. Darkzone Martyrium